# Зони на Централната градска част на София
Зоните на Централната градска част на София са подразделения на Центъра на град София, България, въведени с градоустройствения план от 1972 година. Към 2025 година това зониране продължава да се използва за нуждите на градското планиране и опазването на паметниците на културата.
Няколко от първоначалните зони по-късно са обособени в самостоятелни квартали и имената им получават по-широка известност – „Зона Б-5“, „Зона Б-5-3“, „Зона Б-18“ и „Зона Б-19“.

## Номенклатура
Зоните на Централната градска част имат наименования, съставени от буква и число – например „Зона Б-5“ – с изключение на централната „Зона А“, която има само буквено означение. Останалите буквени означения съответстват на общо направление спрямо центъра – „Б“ на запад, „В“ на север и „Г“ на юг и изток. Числовото означение е уникално за всички зони, като числата нарастват спираловидно от центъра и по посока, обратна на въртенето на часовниковата стрелка.
Зоните могат да включват и подзони обозначавани с допълнително число – например „Зона Б-5“ включва подзоните „Зона Б-5-1“, „Зона Б-5-2“ и „Зона Б-5-3“.

## Списък
- „Зона А“[1]
- „Зона Б-2“[2]
- „Зона Б-3“[2]
- „Зона Б-4“[2]
- „Зона Б-5“ – разделена на днешните квартали „Зона Б-5“ и „Зона Б-5-3“
- „Зона Г-6“
- „Зона Г-7“
- „Зона Г-8“
- „Зона Г-9“
- „Зона Г-10“
- „Зона Г-11“
- „Зона Г-12“
- „Зона Г-13“
- „Зона В-15“
- „Зона В-16“
- „Зона В-17“
- „Зона Б-18“ – по-голямата част е отделен в самостоятелния квартал „Зона Б-18“ и в квартал „Света Троица“
- „Зона Б-19“ – днес отделен квартал

## Граници
- Зона В-15 и Зона В-16 – съществуването на тези две Зони се споменава в наредба на СОС от 2008 г. Тяхното местоположение е определено като намиращо се между бул. Христо Ботев на запад, бул. Мария Луиза на север, северната граница на Драз махала на североизток, ул. Константин Стоилов на изток и бул. Сливница на юг. Граница между двете части е участъкът на бул. Мария Луиза между Централна автогара София и Лъвов мост, като В-16 е на запад от булеварда, а В-15 – на изток от него.[3] В този смисъл В-15 практически представлява старата Драз махала.

- Зона В-17 и Зона В-18 – съществуването на тези две Зони се споменава, заедно със Зоните В-15 и В-16, в контекста на инфраструктурен проект в западна София. Точно местоположение на тези зони не се обяснява, но те са включени в списък на квартали разположени западно и северно от Владайската река.[4][5]